# Kulturális liberalizmus
A kulturális liberalizmus a liberalizmus formái közül az egyéni jogokra koncentrál, a lelkiismeret és az életmód szabadságára, köztük olyanokra mint a szexuális szabadság, vallásszabadság, megismerés szabadsága, az államnak az egyén magánéletébe való behatolása elleni szabadság. John Stuart Mill szerint csak egyetlen ok létezik arra, hogy valakit vagy valakiket meggátoljunk a szabad cselekvésben, mégpedig a másoknak ezáltal okozott sérelem. Saját fizikai vagy morális jólétünk nem elégséges ok erre.
A kulturális liberalizmus általában ellenez minden állami szabályozást a következő területeken: irodalom, művészet, tudomány, szerencsejáték, szex, prostitúció, abortusz, eutanázia, alkohol, könnyű drogok. A legtöbb liberális is elutasít néhány vagy több kérdésben bármely állami beavatkozást a felsorolt témákban.
A kultúrháborúkat a modern Amerikában általában a kulturális liberalizmus vívja a kulturális konzervativizmussal.